# Agha Muhàmmad Khan Qajar
Agha Muhammad Xah o Agha Muhammad Khan Qajar (1742-1797) fou el fundador de la dinastia qajar de Pèrsia. Era el fill gran de Muhammad Hasan Khan, el cap de la tribu dels qajar. Conegut pel seu lideratge ferm i la seva brutalitat, va unificar el territori persa després d’un període d’inestabilitat política i va establir Teheran com a capital del regne. Tot i el seu regnat curt, va deixar un llegat perdurable en la configuració política de Pèrsia.

## Biografia

### Orígens
Agha Muhàmmad Khan va néixer el 1742 a la tribu Qajar, una de les més influents de la regió. Durant la seva infantesa, va ser castrat per ordre d'Adil Shah, nebot de Nàdir-Xah Afxar; un esdeveniment que va marcar la seva vida personal i política. Malgrat aquesta mutilació, va emergir com un líder astut i determinat dins de la seva família.

### Primeres disputes i exili
El 1757 el seu pare Muhammad Hasan Khan va conquerir l'Azerbaidjan i a la primavera del 1758 va avançar cap a Karabagh, Mughan i Arran deixant com a governador a Tabriz a Agha Muhammad. El pare va lluitar a Esfahan contra Karim Khan Zand però l'exèrcit es va dividir i va haver de tornar a Astarabad. Agha Muhammad no es va poder sostenir a Tabriz i va retornar també a Astarabad. Muhammad Husayn Khan Develu va aprofitar l'absència de Muhammad Hasan Khan d'Astarabad per apoderar-se d'aquesta ciutat, però a la seva tornada, el va foragitar, i Develu es va retirar a Damghan on fou assetjat pel seu contrincant. Karim Khan Zand va aprofitar aquestes lluites i va enviar un exèrcit manat per Shaykh Ali Khan Zand al Mazanderan, que se li va sotmetre; Muhammad Hasan va abandonar el setge de Damghan i va anar al Mazanderan, però nous enfrontaments entre els seus turcmans el van obligar a retornar a Astarabad. Muhammad Husayn Khan Develu es va aliar a Shaykh Ali Khan Zand i a Karim Khan Zand, i junts van avançar cap a Astarabad. La batalla decisiva es va lliurar a prop de la ciutat i Karim Khan i els seus aliats van obtenir la victòria i Muhammad Hasan en la seva fugida va morir assassinat per Mohammad Khan de Savadkuh. Muhammad Khan Qoyunlu, a qui Muhammad Hasan havia deixat com a governador d'Astarabad, va fugir junt amb Agha Muhammad Khan, el germà d'aquest Husayn Kuli Khan i altres membre de la família dirigent qajar, i es van refugiar a l'estepa de Gurgan. Muhammad Husayn Khan Develu fou restaurat com a governador d'Astarabad. Amb la mort del seu pare, Agha Muhammad, eunuc, no podia ser el cap de la tribu, i es nomenà Husayn Kuli Khan.

### Captivitat i consolidació del poder
Develu aviat va poder capturar Muhammad Khan Qoyunlu, Agha Muhammad Khan, Husayn Kuli Khan i altres caps qajars i els va enviar a Shiraz amb Karim Khan Zand on el xa els va mantenir presoners per evitar el renaixement del seu poder; dos prínceps qajars més (germanastres d'Agha Muhammad Khan), Murtada Kuli i Mustafa Kul, estaven al costat de Karim Khan, ja que la seva mare era la mateixa germana d'aquest. Khadidja Begum, germana de Muhammad Hasan Khan i, per tant, tia d'Agha Muhammad Khan, era l'esposa de Karim Khan Zand i això va assegurar als ostatges un tracte exquisit. Un dels seus germans, el ja esmentat Husayn Kuli Khan, fou fins i tot nomenat governador de Damghan i va tenir una carrera agitada fins a la seva mort el 1777.
Muhammad Husayn Khan Develu va morir de pesta el 1762/1763 i el va succeir com a governador d'Astarabad el seu germà petit Muhammad Hasan Khan Develu. En general Astarabad va romandre en poder del Develu però va canviar de mans més d'una vegada. El 1774 Husayn Kuli Khan, el segon fill de Muhammad Hasan Khan qajar i germà d'Agha Muhammad Khan va enviar el seu fill Fath Ali (conegut per Baba Khan) a la cort de Shiraz i fou ben rebut per Karim Khan Zand que li va concedir el govern de Damghan. A la mort de Karim Khan Zand el 1779, Agha Muhammad va fugir de Siraz i es va dirigir a Mazanderan on durant un temps va residir a Sari i va participar en les lluites entre les fraccions qajars dels ashakabash i yukharibash (aquesta darrera dominava ara a Astarabad o Gorgan). Molts prínceps qajars foren partidaris dels zand durant aquestes lluites, entre els quals Murtada Kuli Khan i Rida Kuli Khan.
El 1780/1781 va entrar en conflicte amb els russos que havien establert una colònia a Ashraf, d'on els va expulsar. El 1785 ja dominava Gurgan, Mazanderan i Gilan. Aquell mateix any va morir Ali Murad Khan, i Agha es va dirigir llavors contra Esfahan de la que s'havia apoderat Djafar Khan Zand. Va derrotar a un exèrcit zand a Qom, i va ocupar Esfahan restaurant com a governador a Bakir Khan Khuraskani, retornant llavors al nord.
El 1786 es va instal·lar al llogaret de Teheran per la seva posició central i la proximitat als llocs d'assentament dels qajars. El 1786/1787 Djafar Khan va reconquerir Esfahan però en fou expulsat per Agha Muhammad que en va donar el govern al seu germanastre Djafar Kuli Khan. El 1788/1789 Luft Ali Khan va succeir a Djafar Khan Zand i a l'any següent Agha Muhammad va retornar al sud; Lutf Ali va fugir a Shiraz que fou assetjada tres mesos per Agha Muhammad però finalment es va retirar retornant a Teheran.

### Regnat i coronació com a xa
El 1790 va entrar a l'Azerbaidjan on després de la mort de Karim Khan Zand el 1779 diversos senyors locals s'havien fet pràcticament independents. El 1791 Luft Ali Khan va deixar el govern de Shiraz a Hadjdji Ibrahim i va marxar contra Esfahan però en la seva absència el governador va donar un cop d'estat i va prendre el poder per a si mateix; Lutf Ali va retonar però fou rebutjar davant Shiraz i es va dirigir al sud. Hadjdji va negociar amb Agha Muhammad que va enviar una tropa contra Luft Ali, que fou derrotada; llavors Agha va marxar personalment a Shiraz, va rebre la submissió de la ciutat i va rebutjar un atac de Lutf Ali prop de Persèpolis. No obstant altre cop lluites faccionals el van obligar a retornar a Teheran i Astarabad. Luft Ali es va dirigir a Kirman que va ocupar el 1794 i Agha Muhammad va retornar al sud i va assetjar Kirman (ciutat) que va sotmetre al cap d'uns mesos. Luft Ali, que havia pogut fugir fou capturat prop de Narmashir i enviat a Agha que el va fer matar després de torturar-lo de forma horrorosa. Així va dominar tota Pèrsia excepte el Gran Khorasan.
El rei Irakli II de Geòrgia va signar un tractat d'aliança amb Rússia (Tractat de Georgievsk) el 24 de juliol de 1783 que reconeixia el protectorat de Rússia sobre Geòrgia i algunes tropes russes es van instal·lar al país però a causa de la guerra amb els otomans (1787-1792) les tropes foren retirades; però el 1794 van retornar. Agha Muhammad es va dirigir a Ardabil i va exigir (1795) el reconeixement de la sobirania persa a Geòrgia, i va prometre al rei Irakli que seria confirmat com a governador o valí si reconeixia la situació de tributari persa que Geòrgia havia tingut sota els safàvides. Irakli s'hi va negar (primavera del 1795) i els perses van envair el país i van ocupar Tblisi l'11 de setembre de 1795, i la van incendiar, massacrant a la població cristiana; també van devastar gran part de Geòrgia oriental. Agha Muhammad va passar l'hivern al Mughan i es va fer reconèixer com a sobirà pels petits prínceps locals del Caucas. Va retornar a Teheran la primavera del 1796, i hi fou solemnement coronat com a xa de Pèrsia.
Al Khorasan encara governaven els afshàrides descendents de Nadir Shah. També es produïen incursions dels uzbeks del Khan Djani Beg de Bukharà. El 1796 Agha Muhammad Shah es van acostar a Mashad i el cap de govern Nadir Mirza va fugir a Herat; el xa Ismail Shahrokh va capitular i fou torturat per revelar on eren els llegendaris tresors del seu avi (de fet les restes de les seves joies, car si en quedava cap eren molt poques), i finalment enviat amb un fill més jove a Mazanderan on va morir poc després dels efectes de la tortura. Als uzbeks els va exigir retornar als presoners que havien fet en les seves incursions. Va negociar una aliança amb Zaman Shah de Kabul dirigida contra Bukharà. L'estiu del 1796 els russos, en una expedició en revenja pel saqueig i incendi de Tblisi, van ocupar Derbent i temporalment Bakú; Agha Muhammad va deixar de costat els plans del Khorasan i va retornar a Teheran. Els russos es van retirar per la mort de la tsarina Caterina II de Rússia la Gran (novembre del 1796) per orde del nou tsar Pau I de Rússia.

### Darrers anys
La primavera del 1797 es va dirigir al Caucas, va creuar l'Araxes i va ocupar Shusha. Fou assassinat al campament de Shusha al kanat de Karabagh, el 17 de juny de 1797, segons la llegenda per uns servidors amenaçats de ser decapitats l'endemà. El va succeir el seu nebot Fath Ali Shah, fill de Husayn Kuli Khan. Nadir Mirza va recuperar Mashad i la va conservar fins al 1802 quan Fath Ali Shah la va reconquerir (Nadir fou capturat, i executat el 1803)
Agha Muhammad Shah va tenir un gran primer ministre (sadr-e azam) en la persona d'Hadjdji Ibrahim Khan Zand Kalantar al-Shirazi nomenat el 1794, que va exercir fins a la mort del xa i després en el regnat del seu successor.